# Середній палеоліт
Сере́дній палеолі́т, або Середньода́вня ка́м'яна доба́ — починається, відповідно до загальноприйнятої схеми заледенінь, під час рисс-вюрмського інтергляціала. За часовими рамками припадає на період з 125–100 до 40 тисяч років тому. За назвою визначної пам'ятки археології у Франції, епоху між палеолітом і неолітом, називають мустьєрською епохою, або епохою мустьє, яка відноситься до середнього палеоліту Європи.

## Характеристика
Середній палеоліт детально досліджений. Характеризується широким розселенням людини у результаті якої палеоантроп (людина середнього палеоліту) розселився майже на всю вільну від льодовика територію Європи. Значно зросла кількість археологічних пам'яток. В Європі територія яка заселена людьми уже простягається до Волги. Мустьєрські стоянки розташовані в басейні Десни, верхів'ях Оки та на Середньому Поволжі. У Центральній і Східній Європі кількість пам'ятників середнього палеоліту перевищує кількість пам'ятників раннього палеоліту в 70 разів. Одночасно з'являються місцеві групи і культури, що стають основою для народження нових рас і народів.
Вважають, що європейське мустьє розвилося у двох основних зонах — у Західній Європі та на Кавказі — і звідти було поширене на іншу частину Європи. Прямий зв'язок між середнім і раннім палеолітом встановлюють в меншості випадків.
Археологічні культури розділяють на ранньомустьєрські (існували в рисс-вюрмський час) і пізньомустьєрські (Вюрм І і Вюрм І/ІІ; абсолютний вік — 75/70-40/35 тис. років тому).

## Індустрія
Було вдосконалене виробництво кам'яних знарядь (нуклеуси, і великі (так звані леваллуазькі) пластини). Знаряддя мустьє виготовлялися в основному з відщепів. Вони відрізняються стійкістю форм. Двосторонньо оброблені знаряддя зберігаються й у середньому палеоліті, але істотно змінюються. Ручні рубала зменшуються в розмірах, часто виготовляються з відщепів. З'являються листоподібні наконечники й вістря різних типів, які використовували в складених знаряддях і зброї, наприклад у метальних списах. Типове знаряддя мустьє — шкребок — має багатолезові форми. Мустьєрські знаряддя багатофункціональні: вони служили для обробки дерева й шкір, для стругання, різання й навіть свердління.

## Клімат
Початок середнього палеоліту припадає на відносно теплий інтергляціал Рисс-Вюрм. Він характеризувався періодом теплого й сухого клімату, коли в Європі ще зберігалася субтропічна фауна: давній слон, гіпопотам, носоріг Мірка. На території Угорщини, наприклад, ще були поширені хвойні й листяні ліси, а клімат був тепліше сучасного: середня температура зими — не нижче 0°. У кульмінацію Вюрма Й температура січня впала до −10-15°, а температура липня — до +10°. З'явилися значні безлісні простори.
Потім пішли спочатку незначні зміни клімату, потім — тривалий перехідний період і, нарешті, останнє заледеніння — вюрмське. У період між інтергляціалом і кульмінацією Вюрма Й флора й фауна Європи повністю змінилися. Клімат зм'якшився й потеплішав лише під час інтерстадіала Вюрм І- ІІ, коли збільшилася кількість опадів і листяні ліси знову стали переважними. Нове поступове похолодання й зменшення кількості опадів привели до того, що рослинність придбала степовий характер. У Вюрмі ІІІ утворилися степові й тундрові ландшафти, а у фауні з'явилися полярні види. Багато в чому аналогічні процеси відбувалися й в інших областях Європи.

## Археологічні пам'ятки
Мустьєрські пам'ятки досить чітко розділяються на базові табори (залишки яких часто знаходять у великих й добре вкритих печерах, де утворилися потужні культурні шари з досить різноманітною фауною) і на тимчасові мисливські табори (бідна індустрія). Зустрічаються й майстерні для видобутку й первісної обробки каменю. Базові табори й тимчасові мисливські стійбища розташовувалися як у печерах, так і просто неба.
У кантоні Берн (Швейцарія) знайдені Мустьєрські місця видобутку кременю у вигляді вертикальних ям глибиною 60 см, викопаних роговим знаряддям. Тут проводилася первинна обробка кременю.
У Балатенловаше (Угорщина) були шахти по видобуванню забарвлювачів.
У південно-західній Франції мустьєрські стоянки знайдені під скельними навісами й у малих печерах, що рідко перевищують 20-25 м завширшки й глибину. Печери в Комб Гренаді й Ле Пейраре (Південна Франція) були доустатковані.
Житла з кісток мамонта із залишками вогнищ усередині просто неба знайдені на стоянці Молодове І на Дністрі.
До кінця Вюрма І ставляться великі з багатьма вогнищами житла, знайдені у Франції (Ле Пейрар, Во-Де-Л'0безье, Ескино-Грано). Залишки десяти невеликих жител виявлені в низів'ї р. Дюране (Франція).

## Заняття населення
Основним заняттям населення залишалося полювання.
Вивчення особливостей топографії показало, що основою господарської діяльності населення Лаціо було полювання на найрізноманітнішу дичину. Місця для таборів вибиралися там, де була мисливська різноманітність. Полювання на таких великих тварин як слон, гіпопотам, носоріг, що продовжували жити тут, доки не стали зникати вологі ліси й болота.
Печера Монте Чірчео (Лаціо): полювання на тварин, які жили на їхній мисливській території (зона радіусом 10 км навколо стоянки), що включала відкриті місцевості, де паслися коні; рідку паркову рослинність і сухі світлі ліси на вододілах, де жили олені й дикі бики; густі вологі ліси, у яких жили кабани й козулі.
Зміни природних умов привели деяких стадних травоїдних до міграцій: улітку — в Апенніни, на рясні пасовища, узимку — назад, у низинні райони. Судячи з розташування пам'ятників середнього палеоліту, людина ще не рухалася за чередами в гірські місцевості, залишаючись в основному в низинних районах, де зберігалися слони, бегемоти, носороги.
У середньому палеоліті північної Італії базові табори розташовуються між морськими узбережжями й горами із сарнами й оленями.
Інша картина в печері Морії (Іспанія): близько 50% кісткових залишків тут належить великому бикові, інші — благородному оленеві й коневі.
У Криму полювали майже винятково на дикого осла (Старосілля) і сайгу (Заскельна). На Кавказі у Воронцовській печері 98,8% залишків фауни належать печерному ведмедеві, на ільській стоянці до 87% становлять кістки бізона.
Населення Молодова в середньому палеоліті полювало на мамута, а також на коня, бізона й північного оленя.
В Ерде (Угорщина) об'єктом навесні полювали на печерного ведмедя (залишки близько 500 осіб), а влітку — на коня й гіпопотама.
У Кенігсхау біля Гарцських гір в Німеччині близько 30 чоловік — жили з квітня по жовтень на березі озера, у досить відкритій місцевості, в оточенні очеретяних боліт і лісів з вільхи, берези, тополі. Основним заняттям було полювання на мамонта, носорога, дикого коня й бика.
Поселення Лебенштадту біля Зальцгіттера в Німеччині існувало в умовах тундрової рослинності 55 тис. років тому. Основним заняттям населення було полювання на північного оленя, бізона, коня, шерстистого носорога. Всі кам'яні знаряддя — знаряддя полювання й оброблення туш. Це літній табір групи мисливців (40-50 чоловік), що зупинялись можливо тут на декілька тижнів.
У гроті Ортюс (Франція) мисливці на пантеру, рись, вовка приносили в табір тільки шкіри, зняті на місці полювання.
Аналогічна картина спостерігалася в Ерде, де на печерну гієну, вовка й бурого ведмедя полювали через їхні шкіри.
Рибний лов в Кударо на Кавказі.
Полювання на птахів і збирання, особливо в районах з м'якшим кліматом. Способи полювання вивчені недостатньо. Існувало полювання зі списом, у тому числі й метальним, оснащеним кремінним наконечником. Було освоєне й облавне полювання на пересіченій місцевості, можливо, з використанням ловчих ям.

## Археологічні культури
Дослідженнями Ф. Борда виявлені різні культури, що не були прив'язані до території. В один час в одній окрузі могли співіснувати різні культури. Шляхи розвитку відбивають обмеженість використовуваної сировини, рівень розвитку техніки, певний набір знарядь. Виділяють леваллуаський, зубчастий, типово мустьєрський, шарантський, понтійський і інші шляхи розвитку.
Збільшилася осілість, що повинна була сприяти консолідації людських колективів, що жили на поселенні. Високий рівень родових соціальних відносин. Так людина, що втратила руку, жила ще довгий час після втрати працездатності, адже таку можливість міг дати їй колектив.

## Вірування
Присутні перші поховання, сліди ритуалів (можливо зароджувався тотемізм), і застосування орнаментації — ритмічні повторення нарізок на кістках або каменях, використання фарби (переважно червоної охри).
Більшість мустьєрських поховань знаходиться в межах поселень, в основному в печерах. Могильні ями — неглибокі, неправильних обрисів, але часто вириті або видовбані спеціально для поховання. Основний поховальний обряд — трупопокладання на боці, зі злегка підігнутими в колінах ногами. Зверху поховання засипалося землею або камінням. Там, де можна встановити, похований орієнтований головою на захід або схід. У могилах знаходять мінеральну фарбу- охру, знаряддя й кістки тварин, але все це могло потрапити туди й випадково, з культурного шару, а не як жертвоприношення покійному (поховального інвентарю).
Зв'язок померлих з родовою громадою зберігався й після смерті. Можливо вони вірили в життя після смерті (це не було анімістичне вірування).
Зародження тотемізму й фетишизму — можна вважати встановленими. Таким тотемом для багатьох родів, очевидно, був ведмідь — печерний або бурий. Зустрічаються випадки особливого поводження з черепами й костями ведмедів: черепи складають у спеціальні ніші в печерах або ящики з кам'яних плит (Драхенлох, Швейцарія; Петерсхеле, ФРН), кістки ховають у спеціальних кам'яних спорудах (Регурду, Південно-Західна Франція).

## Люди
Вважається, що населення було неандертальським. Але антропологічні дослідження останнього часу показали, що до палеоантропів належали не тільки неандертальці, але люди що були більш схожі на кроманьйонців. Палеоантропологічні знахідки часу рисс-вюрмського інтергляціала ще не різняться. Знахідки раннього Вюрму вказують на антропологічні відмінності. Наприкінці останнього інтергляциалу й на початку Вюрма почався процес розвитку Homo sapiens sapiens і виокремленнярас.
Класичні неандертальці були тільки в Західній Європі (так звана група Шапель). Низький зріст і великі розміри частин тіла, можливо успадковані різними сучасними європейськими народами.